# Jacaranda decurrens
El jacarandá enano (Jacaranda decurrens),  es una especie de bignoniácea subarbustiva del género Jacaranda. Habita en áreas cálidas del centro de Sudamérica.

## Distribución y hábitat
Esta especie de árbol se lo encuentra en el centro de América del Sur, siendo característico del Cerrado. Se distribuye en el este de Bolivia  en el departamento de Santa Cruz;  en
el centro del Brasil en los estados de: Goiás, Mato Grosso, Mato Grosso del Sur, Minas Gerais, São Paulo y Paraná; y en el noreste del Paraguay en los departamentos de: Amambay y Canindeyú.
Habita bajo un clima tropical o semitropical en altitudes de entre 150 y 1000 m s. n. m..

## Descripción
Es una especie muy ornamental, subarbustiva o arbustiva, de 30 a 50 cm de alto (raramente hasta 1 m), xilopodífera, sésil o con tallos de hasta unos 20 cm de altura (normalmente el tronco es subterráneo).  Desde sus raíces gruesas brotan varios tallos a 1 metro de distancia. Crece formando pequeños grupos entre las matas de la sabana de campos cerrados degradados, en suelo rojo, arenoso o rocoso; brotan después de cada incendio, siendo frecuentes al borde del bosque de galería. Florece en primavera; flores tubulares de corola azul, lila, morada, púrpura o violeta, con el interior del tubo blancuzco. Fructifica desde el verano hasta el invierno. El fruto es una sámara redondeada y achatada, verde inmadura, que al madurar se seca y abre, liberando semillas aladas las que son dispersadas por el viento.

## Taxonomía
Este jacarandá enano fue descrito originalmente en el año  1832 por el botánico alemán Adelbert von Chamisso. El ejemplar holotipo fue colectado en Brasil, pero se destruyó, aunque se conserva una fotografía. En su lugar A. H. Gentry designó un neotipo, el cual posee la siguiente localidad de colecta: Brasil, São Paulo, Botucatu, 550 m s. n. m. Fue publicado en Linnaea 7: 544 1832.
Etimología
Jacaranda: nombre genérico que deriva de la voz guaraní: hakuã= que tiene perfume + renda= lugar, sitio,  o sea que significa "fragante".
decurrens: epíteto latíno que significa "rastrero"
Sinonimia
- Jacaranda decurrens Cham. var. glabrata
- Jacaranda decurrens Cham. subsp. symmetrifoliolata Farias & Proença
- Jacaranda pteroides Silva Manso
- Jacaranda robertii S. Moore[11]